# إرنست فرانكل
إرنست فرانكل (بالألمانية: Ernst Fraenkel) (و. 1898 – 1975 م) هو عالم سياسة، وأستاذ جامعي، وكاتب، ومحامي من ألمانيا، والولايات المتحدة، وانعدام الجنسية، ولد في كولونيا، كان عضوًا في الحزب الديمقراطي الاجتماعي الألماني، توفي في برلين، عن عمر يناهز 77 عاماً.

## جوائز
حصل على جوائز منها:
- ميدالية إرنست رويتر  [لغات أخرى]‏ (1975)
- صليب القائد لنيشان استحقاق جمهورية ألمانيا الاتحادية.

## روابط خارجية
- إرنست فرانكل على موقع مونزينجر (الألمانية)